# مائوریتسیو لوچیدی
مائوریتسیو لوچیدی (ایتالیایی: Maurizio Lucidi؛ ۱۹۳۲ – ۲۰۰۵) کارگردان فیلم، فیلم‌نامه‌نویس و تدوین‌گر اهل ایتالیا بود.
لوچیدی کارش را به‌عنوان تدوین‌گر در دههٔ ۱۹۶۰ میلادی آغاز کرد و در فیلم انجیل به روایت متی دستیارِ پیر پائولو پازولینی بود.
از فیلم‌هایی که وی در آن‌ها نقش داشته‌است، می‌توان به شوهر در تعطیلات، دو قلب، یک نیایشگاه، سربازان و سرجوخه‌ها، چرا عشق‌بازی نمی‌کنیم؟، آره که میشه رفیق و حادثه سان فرانسیسکو اشاره نمود.